# Chandra Wickramasinghe
Nalin Chandra Wickramasinghe, MBE, FRSA (* 20. Januar 1939 in Colombo) ist ein sri-lankischer Astrophysiker.

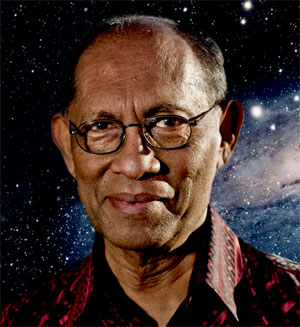
Wickramasinghe

Wickramasinghe studierte an der Universität von Ceylon (Bachelorabschluss 1960) und dann mit einem Commonwealth Stipendium an der Universität Cambridge (Trinity College), wo er bei Fred Hoyle 1963 promovierte. Im selben Jahr wurde er Fellow des Jesus College, Cambridge. Er war dann am Institut für Astronomie in Cambridge und ab 1973 Professor für Angewandte Mathematik und Mathematische Physik am University College Cardiff, der späteren Cardiff University. Er baute dort eine Astrophysik-Arbeitsgruppe auf innerhalb des Department of Applied Mathematics and Astronomy, das er bis 1989 leitete. Ab 2000 war er Direktor des Cardiff Centre for Astrobiology.
Wickramasinghe ist Spezialist für interstellaren Staub. Er publizierte erstmals 1974 die Theorie, dass interstellarer Staub und der Staub in den Schweifen von Kometen überwiegend organisch seien, was bisher nicht bestätigt werden konnte. Allerdings wurde die Existenz organischer Materialien in immer komplexerer Form im interstellaren Staub seitdem vielfach bestätigt. Wickramasinghe trug damit zusammen mit Hoyle zur Entwicklung der Theorie um die (Pseudo-)Panspermie bei. Zusammen mit Fred Hoyle bekam er die International Dag Hammarskjold Gold Medal for Science 1986.
Mit Hoyle vermutete er nicht nur den Ursprung des Lebens (auf der Erde), sondern auch den Ursprung von einigen Infektionskrankheiten im Weltall, speziell in Kometen, die nach Hoyle und Wickramasinghe Überbleibsel der Bildung der äußeren Planeten Uranus und Neptun sind. Im Mai 2003 schrieb er einen Leserbrief an die medizinische Fachzeitschrift The Lancet (mit Milton Wainwright, Jayant Narlikar), in denen sie einen extraterrestrischen Ursprung von SARS vermuteten.
Wickramasinghe hält u. a. das höchste Doktorat (ScD seit 1973) der Cambridge University und ein Ehrendoktorat der Soka University of Tokyo (1986) und der Universität von Ruhuna auf Sri Lanka (2004). 1982 bis 1984 war er Berater des Präsidenten von Sri Lanka und war 1983/84 Gründungsdirektor des Institute for Fundamental Studies in Sri Lanka. 1992 erhielt er in Sri Lanka den Ehrentitel Vidyaj Yothi und 1996 erhielt er den International Sahabdeen Prize for Science.

## Schriften
- mit D. Ikeda: Space and Eternal Life, 1998, ISBN 1-85172-060-X
- mit Fred Hoyle: Our Place In The Cosmos, Life Did Not Begin On Earth – It Arrived From Space And Is Still Arriving, J. M. Dent Ltd., Phoenix Publications 1988, 1993, ISBN 1-85799-433-7
- A Journey with Fred Hoyle: The Search for Cosmic Life, World Scientific Publishing, 2005, ISBN 981-238-912-1
- Interstellar Grains, London, Chapman and Hall 1967
- mit Hoyle: Theory of cosmic grains, Kluwer 1991
- mit Hoyle: Diseases from space, Harper and Row 1980
- mit Hoyle: Cosmic life force, Paragon House, New York, 1990
- mit Hoyle: Evolution from space – a theory of cosmic creationism, London, Dent, New York, Simon and Schuster 1981
- mit Hoyle: Lifecloud – evolution of life in the universe, Harper and Row, Dent and Sons, 1978, ISBN 0-460-04335-8
- mit Hoyle: From Grains to Bacteria, University College Cardiff Press 1984
- mit Hoyle: Space travellers – the bringers of life, University College Cardiff Press 1981
- mit H.C. Arp, Geoffrey Burbidge, Fred Hoyle, Jayant Narlikar: The extragalactic universe: an alternative view, Nature, Bd. 346, 1990, S. 807–812
- The search for our cosmic ancestry, World Scientific, New Jersey 2015, ISBN 978-981-461696-6